# Asser Christelijke Voetbalvereniging
L'Asser Christelijke Voetbalvereniging, comunemente noto come ACV, è una società calcistica olandese con sede ad Assen.

## Storia
Il club fu fondato l'8 aprile 1939 ed è uno dei club di maggior successo nel calcio dilettantistico olandese. Nel 1977-78 e nel 1985-86 vinse il titolo nazionale della Hoofdklasse, laureandosi campione dilettantistico olandese. Nel 2008 è retrocesso per la prima volta dal 1974 in Eerste Klasse, ma l'anno successivo è ritornato subito in Hofdklasse, dove milita tuttora, non essendo riuscito a qualificarsi per la prima stagione della nuova terza serie olandese, la Topklasse.

## Palmarès
- Derde Divisie: 1

2022-2023
- Hoofdklasse Titolo di divisione:
  - Vincitore (9): 1977-78, 1978-79, 1979-80, 1985-86, 1986-87, 1989-90, 1991-92, 1993-94, 2001-02
- Hoofdklasse Titolo di sabato:
  - Vincitore (3):1977-78, 1985-86, 1986-87
- Hoofdklasse Titolo nazionale:
  - Vincitore (3):1977-78, 1985-86

## Stadio
L'ACV disputa le sue partite casalinghe nello stadio Univé Sportpark.